# 苏珊·史薇多
苏珊·史薇多（英語：Susan Swedo）是一位美国儿童神经精神病学家，美国国立卫生研究院（NIH）下属的国家心理健康研究所（NIMH）研究员，在1994年提出了“伴有链球菌感染的小儿自身免疫性神经精神障碍”（Pediatric autoimmune neuropsychiatric disorders associated with streptococcal infections，缩写PANDAS，俗称“熊猫病”）。